# Белоглава птица мишка
Белоглавата птица мишка (Colius leucocephalus) е вид птица от семейство Птици мишки (Coliidae).

## Разпространение и местообитание
Разпространен е в Етиопия, Кения, Сомалия и Танзания.